# Dzjaba Dvali
Dzjaba Dvali (georgiska: ჯაბა დვალი) född 8 februari 1985 i Tbilisi, är en georgisk fotbollsspelare. Dvali spelar för närvarande för Divizia Națională-klubben Dacia Chișinău i Moldavien, samt för Georgiens herrlandslag i fotboll. 